# Klínek (Prosetín)
Klínek je malá vesnice, část obce Prosetín v okrese Chrudim. Nachází se asi 500 m severozápadně od Prosetína.